# Mudeka
Mudeka (ou Modeka) est une localité du Cameroun, située dans le département du Fako et la région du Sud-Ouest. Elle fait partie de la commune de Tiko.
Mudeka se compose de Mudeka CDC près des palmeraies avec son camp de la Mondoni Estate et de Mudeka Town, le village des populations locales.

## Géographie
Une route non bitumée dessert Mudeka CDC Camp et Mudeka Town. C'est une route avec une jonction sur la route Tiko-Douala.

## Populations
- Mudeka CDC Camp[3] :
  - Situation : Lat. 9°29' Long. 4°09'
  - Population : 540 (en 1972); 179 (en 1968); 251 (en 1953); habitants 232 case de planteurs (en 1970) de la plantation Mondoni palms.

- Mudeka Town[3] :
  - Situation : Lat. 9°30' Long. 4°08'
  - Population est de 2196 (en 1972); 2170 (en 1967); de 733 (en 1953)
  - Modéka possède une Government senior school (crée en 1943) et une R.C.H. senior school fermée en 1972.
  - Une maternité, une léproserie et un marché (mardi et samedi)